# 宇都宮師管区部隊
宇都宮師管区部隊（うつのみやしかんくぶたい）は、第二次世界大戦末期の1945年4月に編成され、戦後の11月に解散した大日本帝国陸軍の師管区部隊の一つである。関東地方北部にあたる宇都宮師管区の非作戦部隊・官衙・地域防衛組織をまとめ、東部軍管区部隊に属した。兵団文字符は丸（まる）。

## 編成
師管区は1945年4月に師管を改称して設けられ、師管区部隊は従来師管を管轄した留守師団を転換して編成された。師管区部隊は、留守師団を構成した司令部・補充隊のほか、管区内の様々な非戦闘部隊・官衙もまとめられ、全体としてはかなり雑多な集まりである。宇都宮師管区では、留守第51師団司令部が宇都宮師管区司令部に改称した。4月1日に移行する予定であったが、実際の編成は4月9日になった。
定員約8千人の補充隊は兵士を教育・訓練し、その兵士を在来の部隊や新編成の部隊の送りこむ組織である。師管区司令部は第14師団など10個師団の司令部への補充担任となり、各種補充隊は歩兵団の司令部と各種戦闘部隊、野戦病院など多数の部隊の補充担任となった。師管区司令部は宇都宮にあり、補充隊も宇都宮が多かったが、歩兵第2補充隊と工兵補充隊は水戸に、歩兵第3補充隊は高崎にあった。
師管区内には複数の陸軍病院があり、師管区部隊に属するものと、東部軍管区司令部に直属するものがあった。たとえば宇都宮陸軍病院は師管区司令官に隷属すると定められたが、後に宇都宮第一陸軍病院と宇都宮第二陸軍病院となり、第一は師管区部隊、第二は軍管区直属と分かれた。これが終戦時には両方とも師管区部隊の一部になっていた。

## 復員
8月15日にポツダム宣言を受諾し、戦争が終わると、陸軍は解体されることになり、各部隊は次々に復員（解散）した。しかし、師管区部隊は復員業務と治安維持のためにしばらく存置された。砲兵補充隊は9月12日に復員したが、他の補充隊はその後になった。
内地の師管区司令部は陸軍省廃止直前に一斉に復員し、宇都宮師管区部隊も廃止になった。実質的には司令部が第一復員省東部復員監部宇都宮支部に転換したが、人員は38人とごく小さくなった。

## 部隊の編制と定員
『東部軍管区編成人員表』による定員。軍人と軍属は分けて数えた。かっこ内の「東部36部隊」等は通称号。司令部と補充隊があわせて約8千人、地区特設警備隊が定員1万5000人、特設警備工兵隊が約5千人で、その他をあわせ計約2万9千人になる。実数は異なる可能性が高い。
- 宇都宮師管区司令部 - 261人、軍属15人。
- 宇都宮師管区歩兵第1補充隊（東部36部隊） - 1933人、軍属1人。
- 宇都宮師管区歩兵第2補充隊（東部37部隊） - 1933人、軍属1人。
- 宇都宮師管区歩兵第3補充隊（東部38部隊） - 1933人、軍属1人。
- 宇都宮師管区砲兵補充隊（東部40部隊） - 576人、軍属1人。
- 宇都宮師管区工兵補充隊（東部42部隊） - 705人、軍属1人。
- 宇都宮師管区通信補充隊（東部43部隊） - 345人、軍属1人。
- 宇都宮師管区輜重兵補充隊（東部44部隊） - 659人、軍属1人。
- 宇都宮師管区制毒訓練所 - 28人（うち兼任者1人）、軍属1人。
- 宇都宮陸軍拘禁所 - 兼任者1人、軍属兼任者7人。
- 水戸連隊区司令部 - 131人（うち兼任者8人）、軍属40人。
- 宇都宮連隊区司令部 - 113人（うち兼任者8人）、軍属20人。
- 前橋連隊区司令部 - 113人（うち兼任者8人）、軍属25人。
- 水戸地区司令部 - 52人（うち兼任者4人）。
  - 水戸地区第1特設警備隊など、第18まで - 各300人。計5400人。
- 宇都宮地区司令部 - 46人（うち兼任者7人）。
  - 宇都宮地区第1特設警備隊など、第14まで - 各300人。計4200人。
- 前橋地区司令部 - 46人（うち兼任者7人）。
  - 前橋地区第1特設警備隊など、第18まで - 各300人。計5400人。
- 特設警備第13中隊（東部2871部隊）。126人（うち常置人員は3人）
- 第14特設警備工兵隊（東部13319部隊） - 930人。那須野。
- 第15特設警備工兵隊（東部13320部隊） - 930人。宇都宮。
- 第16特設警備工兵隊（東部13321部隊） - 930人。水戸。
- 第17特設警備工兵隊（東部13322部隊） - 930人。鉾田。
- 第18特設警備工兵隊（東部13323部隊） - 930人。太田。
- 宇都宮第一陸軍病院 - 744人。
- 水戸陸軍病院 - 75人。
- 高崎陸軍病院 - 65人。
- 前橋陸軍病院 - 57人。